# Гамсторпова болест
Гамсторпова болест или хиперкалијемична периодична парализа  је редак наследни поремећај који се карактерише епизодама спонтано попуштајуће парализе, или привременим парализама, посебно мишића екстремитета и трупа. Болест се јавља углавном код деце млађе од 10 година. Код већине пацијената напади се јављају током одмора након напора, који траје највише 1 час.
Болест је слична периодичној фамилијарној парализи  (paralysis familiaris periodica), код које нападе изазива калијум, а спречавају угљени хидрати). У свом најблажем облику болест се манифестује као асимптоматска миотонија. Преципитирајући фактори су одмор након напора, хладноћа и влага, глад. Хиперкалемија без икаквог повећања излучивања калијума урином је примарна карактеристика болести. Менталне способности нису нарушене.
Оболелевају деца оба пола; али је болест озбиљнија код мушкараца. Клиничка слика се најчешће јавља током прве деценије живота. Наслеђује се аутозомно доминантно.

## Епидемиологија
Преваленција Гамсторпове болести је приближно 0,17 / 100.000 (95% CI 0,13-0,20).

## Етиопатогенеза
Гамсторпова болест настаје као резултат је мутације или промене гена званог СЦН4А. Овај ген помаже у стварању натријумових канала или микроскопских отвора кроз које се натријум креће кроз ћелије.
Електричне струје произведене од различитих молекула натријума и калијума који пролазе кроз ћелијске мембране контролишу кретање мишића.
Код Гамсторпове болести, ови канали имају физичке абнормалности због којих се калијум сакупља на једној страни ћелијске мембране и у крви. Ово накупљање калијума спречава стварање потребне електричне струје што резултује нарушеном функцијом (парализом) захваћених мишић.
Према студијама, парализе претрпљене током ове врсте адинамије концентрисане су у периодима од једног до два сата, и обично су најчешће  ујутро или после одмора након физичке активности.
Позитиван део је што се епизодична адинамија  код ове болести побољшава како се старост пацијента повећава. Побољшању можете допринети и исхрана, са мањим уносом угљених хидрата и оних елемената који садрже превише калијума, попут банана.  

### Фактори ризика
Гамсторпова болест је наследна болест и она је аутосомно доминантна (потребна је само једна копија мутираног гена да би се развила болест).
Болест је наследна јер у 50% случајева код родитеља који су носиоци овог мутираног гена њихова деце могу оболети од ове болести. Међутим, како неки људи који су наследили овај ген никада не развијају симптоме болести, развијени облик болест је јако редак.

## Клиничка слика
Симптоми укључују нападе слабости мишића или губитак покрета мишића (парализа) који долазе и одлазе. Између напада постоји нормална снага мишића.
Напади обично почињу у детињству. Учесталост напада се разликује. Неки људи имају неколико напада дневно. Обично нису довољно озбиљни да би им била потребна терапија. Неки пацијенти имају миотонију, у којој не могу одмах опустити мишиће након употребе.
Слабост или парализа:
- Најчешће се јавља на раменима, леђима и боковима
- Може да укључује и руке и ноге, али не утиче на мишиће очију и мишиће који помажу у дисању и гутању
- Најчешће се јавља током одмора након активности или вежбања
- Може се десити након буђења
- Појављује се и повлачи
- Обично траје 15 минута до 1 сата, али може трајати и цео дан

Окидачи могу да укључују:
- Унос оброка са високим садржајем угљених хидрата
- Одмор након вежбања
- Изложеност хладноћи
- Прескакање оброка
- Унос хране богате калијумом или узимање лекова који садрже калијум
- Стрес

## Дијагноза
| SCN4A патогена варијанта   | Посебне карактеристике                                           | Први извештај                          |
| -------------------------- | ---------------------------------------------------------------- | -------------------------------------- |
| p.Asn440Lys                | Both hyper PP and paramyotonia and potassium aggravated myotonia | Lehmann-Horn et al [2011].             |
| p.Arg675Gln                | Both hyperPP and normoPP and paramyotonia                        | Liu et al [2015], Vicart et al [2004]. |
| p.Leu689Ile                | Pain resulting from muscle cramping                              | Bendahhou et al [2002].                |
| p.Ile693Thr                | Cold-induced weakness                                            | Plassart et al [1996].                 |
| p.Thr704Met                | Permanent weakness, myopathy                                     | Ptácek et al [1991].                   |
| p.Ala1156Thr               | Reduced penetrance                                               | McClatchey et al [1992].               |
| p.Met1360Val               | Reduced penetrance                                               | Wagner et al [1997].                   |
| p.Met1370Val               | Paramyotonia in one family, hyperPP in others                    | Okuda et al [2001].                    |
| p.Ile1495Phe               | Cramping pain, muscle atrophy                                    | Bendahhou et al [1999b].               |
| p.Met1592Val               | Classic clinical features with EMG myotonia                      | Rojas et al [1991],                    |
| p.[Phe1490Leu; Met1493Ile] | Malignant hyperthermia susceptibility 2                          | Bendahhou et al [2000].                |

## Диференцијална дијагноза
Диференцијално дијагностички треба имати у виду следеће болести и стања:
- Акутна инфламаторна демијелинизирајућа полирадикулонеуропатија
- Кауда еквина и Џонс медуларни синдром
- Хронична инфламаторна демијелинизирајућа полирадикулонеуропатија
- Ургентно лечење миастеније гравис
- Мултипла склероза
- Педијатријски  Гилен-Бареов синдром
- Крварење у кичменој мождини
- Инфаркт кичмене мождине
- Топографске, функционалне и анатомске промене у кичменој мождини
- Спинални епидурални апсцес

## Терапија
Врста терапије зависи од тежини и учесталости епизода паралитичких напада. Лекови и суплементи дају добре резултате код многих болесника, док избегавање одређених окидача добро делује код других.

### Лекови
Већина болесника се мора ослањати на лекове за контролу паралитичких напада. Један од најчешће прописиваних лекова је ацетазоламид (диамокс), који се обично користи за контролу напада.
Могу се прописати и диуретици који повећањем изнокравања   смањују концентрацију калијума у крви.
Пацијенти који имају миотонију као резултат болести могу се лечити малим дозама лекова као што су мексилетин  или пароксетин, који помажу у стабилизацији јаких грчева мишића.

### Начин живота
Болесници који имају благе или ретке епизоде могу понекад обуздати паралитички напад без употребе лекова. Додавањем слатком напитку минерална, као што је калцијум глуконат,  могу се спречити или зауставили  епизоде блажих напада. 
Препоручује се константна умерене физичка активност (вежбе)  које одржавају добро стање, а да при томе не изазивају парализу мишића.
Храна богата калијумом или чак одређено понашање могу покренути епизоде. Превише калијума у крвотоку проузроковаће слабост мишића чак и код људи који немају Гамсторпову болест.
Међутим, они са болешћу могу реаговати на врло мале промене нивоа калијума које не би утицале на некога ко нема Гамсторпову болест.
Уобичајени покретачи укључују:
- воће богато калијумом, као што су банане, кајсије и суво грожђе
- поврће богато калијумом, као што су спанаћ, кромпир, броколи и карфиол
- сочиво, пасуљ и ораси
- алкохол
- дуги периоди одмора или неактивности
- иде предуго без јела
- екстремна хладноћа
- екстремне топлоте

Неће сви пацијенти са Гамсторповом болешћу имати исте покретачке механизме, и зато у консултацији са лекарем пацијент треба да  открије активности и начин исхране вођењем дневника, како бисте утврдили специфични покретачки механизми.

## Генетско саветовање
Генетичко саветовање је процес пружања појединцима и породицама информација о природи, начину (начинима) наслеђивања и импликацијама генетских поремећаја који ће им помоћи да донесу медицинске и личне одлуке.
Следећи одељак бави се проценом генетског ризика и употребом породичне историје и генетским тестирањем ради разјашњавања генетског статуса чланова породице; и намењена је свим личним, културним или етичким питањима која се могу појавити или размењивати у консултација са стручњаком за генетику.

## Прогноза
Могуће дугорочне последице дају лошу прогнозу за оне који су погођени овим стањем. Иако се учесталост епизода класично смањује са годинама, литература сугерише да само 21% погођених пријави ово побољшање. Од погођених појединаца, 68% је пријавило трајну слабост, 82% је пријавило бол у мишићима, а до 89% је пријавило умор.
Пошто је болест наследна, не можете је спречити. Међутим, могу се ублажити ефекти овог стања пажљивом контролом  фактора ризика. 
Старење пацијента смањује се учесталост  епизода спонтано попуштајуће парализе епизода.
Избегавање окидача који узрокују паралитичке епизоде могу се ограничити ефекти болести.

## Компликације
Дугорочне компликације од хиперкалемичне периодичне парализе могу се кретати од минималних до тешких доживотних симптома који могу смањити квалитет живота. Они могу укључивати бол, умор, укоченост, слабост, повреде и депресију.  
Секундарне компликације су забрињавајуће за општу анестезију, јер уобичајено коришћени лекови могу изазвати деполаризујуће ефекте на мускулатуру, што може погоршати миотоничне реакције које изазивају грчеве и укоченост. Ово може имати штетне ефекте на респираторне мишиће. Инфузију глукозе, одржавање нормалне телесне температуре и низак ниво калијума у серуму треба одржавати да би се спречиле ове компликације.